# 唐击吐谷浑之战
唐击吐谷浑之战，是唐太宗针对西部邻国吐谷浑步萨钵可汗伏允不断侵扰边境地区，而于634年发动的大规模反击，由名将李靖指挥，对吐谷浑的军事打击，吐谷浑在此战中遭到严重的失败，并且在635年，伏允被部下暗杀。吐谷浑因此被削弱，不再是青海地区的大国。唐朝成为臣服唐朝的伏允之子甘豆可汗慕容顺与其孙乌地也拔勤豆可汗诺曷钵的保护者。在被西南邻国吐蕃不断攻击下，吐谷浑再也没能恢复原来的强盛。672年，唐太宗的儿子唐高宗统治时，唐被迫把吐谷浑迁移到自己的领土，吐谷浑灭亡。

## 伏允统治时期
在唐太宗的父亲唐高祖统治时期，吐谷浑由步萨钵可汗伏允领导下，周期性的入侵今四川和甘肃南部地区，双方没有超过半年的和平。626年唐太宗当上皇帝后，这些入侵在继续。 尽管其频率似乎减少，在《资治通鉴》的记载中，只有两次：628年吐谷浑袭击岷州（今甘肃定西）；632年，吐谷浑袭击兰州（今甘肃兰州）。据说，伏允在他晚年吐谷浑敌视唐朝的态度，是受他的大臣天柱王的影响。
在634年之前的某个时候，伏允似乎朝和平努力：派遣一名特使向唐太宗朝贡。但即在使者离开后，吐谷浑又开始攻击和掠夺鄯州（今青海省海东地区）。唐太宗派特使到吐谷浑，谴责慕容伏允要把他召到长安觐见皇帝，伏允称疾拒绝，但请求皇帝把一位公主嫁给他的儿子尊王。唐太宗同意，但下令尊王要亲自到长安和公主结婚。当尊王也称疾拒绝时，唐太宗取消了这一婚姻。同时，伏允继续攻击兰州、廓州（今青海省海东地区），又拘留唐使赵德楷。唐太宗派了一批特使到吐谷浑商讨此事，又传召吐谷浑使者，亲自同他们进行商讨。伏允仍然没有让步。
634年秋天，在契苾、党项部落的协助下，唐太宗左骁卫大将军段志玄为西海道行军总管、左骁卫将军樊兴为赤水道行军总管，率领唐军讨伐伏允。段志玄取得小的成功后，吐谷浑军队开始躲避唐军，拒绝与唐军作战。但唐军撤退后，吐谷浑再攻凉州（今甘肃武威）。
634年，吐蕃人请求唐朝派公主嫁给他们的国王。同时当他们发现，吐谷浑特使也在首都长安向公主求亲，吐蕃人袭击了吐谷浑，迫使国王逃离。七年后，唐朝终于同意派遣一个公主，嫁给吐蕃赞普。

## 李靖的胜利
吐谷浑再攻凉州后，唐太宗下令大举攻击吐谷浑。他想派大将李靖指挥，但考虑到李靖63岁的高龄，迟迟没有决定。然而，当李靖听说后，他主动请命，唐太宗很高兴，十二月，以特进李靖为西海道行军大总管，兵部尚书侯君集为积石道、刑部尚书任城王李道宗为鄯善道、凉州都督李大亮为且末道、岷州都督李道彦为赤水道、利州刺史高甑生为盐泽道行军总管，辅以突厥和契苾部队，大举讨伐吐谷浑。在这一过程中，一些党项、西羌部落担心他们将被唐朝吞并，于是加入了反抗唐朝的吐谷浑阵营。
635年夏，唐军开始反击吐谷浑军，经李道宗对伏允取得一些小的胜利后，伏允又使用了与对付段志玄相同的策略，焚烧草地逃走。李靖绝大多数下属认为，没有足够的牧草，进行远征是一种冒险，并表示撤军。但侯君集表示反对，指出这是摧毁吐谷浑的机会。李靖採用侯君集策略，分部队为两支，李靖自己和薛万均、李大亮进击西北，侯君集和李道宗进击西南。两路都取得成功，只有一次战斗中，薛万均和他的弟弟薛万彻中了吐谷浑陷阱而几乎被杀，幸亏契苾何力的救援，才保住一命。最终李靖得知伏允的位置，击败他的残余势力，伏允败走。贵族拥立伏允和妻子隋朝光化公主的大儿子大宁王慕容顺为主，慕容顺一直反感自己没有被立为王储，他杀害了天柱王，投降唐军。伏允逃亡中，被部下所杀。唐太宗以慕容顺为西平郡王、趉故吕乌甘豆可汗（甘豆可汗），接替伏允。

## 善后问题

### 慕容顺和诺曷钵时期
因为慕容顺长时间在唐朝做人质，吐谷浑对他缺乏尊重，635年冬天，他被暗杀。他的儿子燕王诺曷钵继承了他，但还有很多明争暗斗。唐太宗派侯君集率军队到吐谷浑安抚吐谷浑人，让他们接受诺曷钵的统治。636年，唐太宗以诺曷钵为河源郡王、乌地也拔勤豆可汗（勤豆可汗）。
不过，吐谷浑很快就被吐蕃崛起的威胁。在638年之前的某个时候，吐蕃松赞干布听说在过去，东突厥和吐谷浑可汗娶了中国（隋朝）公主，松赞干布派遣使者携带黄金、白银和珠宝为彩礼，向唐朝求婚。唐太宗拒绝，当使者返回吐蕃后，他说唐太宗不与吐蕃婚姻是由于诺曷钵。松赞干布相信了该使者，开始进攻吐谷浑，迫使吐谷浑人逃到了青海湖以北。松赞干布随后攻击唐朝松州（今四川阿坝藏族羌族自治州），声称他是“欢迎”唐朝公主。638年，唐军在侯君集、牛进达指挥下反击，在松州击败吐蕃。松赞干布上书致歉，但仍向唐太宗请求和亲，这一次，唐太宗同意，640年，册封一个宗室的女儿为文成公主，和松赞干布结婚。但在此之前，639年，当诺曷钵到唐首都长安觐见时，唐太宗把另外一个宗室的女儿弘化公主嫁给了诺曷钵。
641年，吐谷浑丞相宣王掌握了政权，阴谋袭击弘化公主，将她和诺曷钵劫持投降吐蕃。诺曷钵得知后非常害怕，率轻骑逃至鄯善城，其大将威信王率兵接迎。鄯州刺史杜凤举、席君买与威信王合军击破丞相宣王，杀其兄弟三人，太宗命民部尚书唐俭持节抚慰吐谷浑民众。

### 吐谷浑的最后崩溃
吐谷浑和吐蕃的关系出现了10年的和平，但在660年，吐蕃大相禄东赞派儿子起政重新攻击吐谷浑，吐谷浑和吐蕃派使者到唐朝，双方互相指责，并要求援助。唐高宗一心东征百济和高句丽，没有理睬。663年，形势恶化，吐谷浑大臣素和贵逃亡吐蕃，将吐谷浑的情报全盘吐露。吐蕃大军入侵，弘化公主和诺曷钵带领数千帐吐谷浑百姓逃至唐朝的凉州。672年，唐高宗命令吐谷浑百姓迁居灵州，在那里建立了羁縻州——安乐州（今宁夏吴忠），以诺曷钵为安乐州刺史，吐谷浑汗国灭亡。